# Burgersdorp
Burgersdorp – miasto w dystrykcie Joe Gqabi we Wschodniej Prowincji Przylądkowej w Republice Południowej Afryki.
W 1881 roku w Burgersdorp powołano Afrykanerski Związek Braci. W mieście znajduje się pomnik języka holenderskiego zniszczony przez Brytyjczyków w okresie II wojny burskiej. Pomnik w 1907 roku został odbudowany przez miejscowych Afrykanerów. W 1939 roku oryginał pomnika został odnaleziony przez Brytyjczyków i oddany miastu. Oba pomniki tj. oryginał i replika stoją obok siebie w centrum miasta.

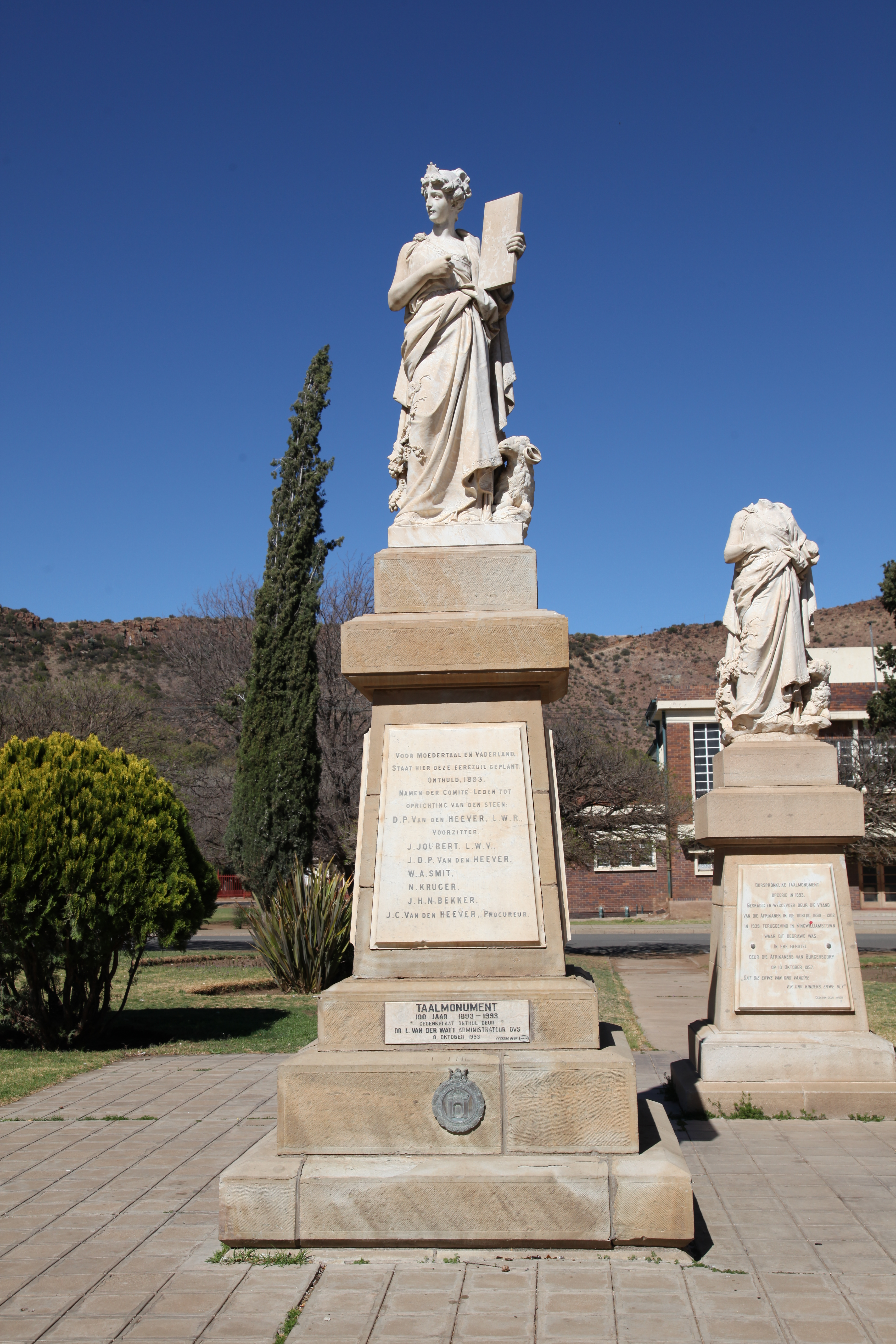
Pomnika języka niderlandzkiego w Burgersdorp - replika (na lewo) i oryginał (na prawo)